# Chambourg-sur-Indre
Chambourg-sur-Indre – miejscowość i gmina we Francji, w Regionie Centralnym, w departamencie Indre i Loara.
Według danych na rok 1990 gminę zamieszkiwało 1080 osób, a gęstość zaludnienia wynosiła 38 osób/km² (wśród 1842 gmin Regionu Centralnego Chambourg-sur-Indre plasuje się na 362. miejscu pod względem liczby ludności, natomiast pod względem powierzchni na miejscu 381.).